# باشگاه فوتبال انیمبا
باشگاه فوتبال انیمبا اینترناسیونال که بیشتر با نام انیمبا شناخته می‌شود، یک باشگاه فوتبال در نیجریه است که در شهر آبا مستقر است و در لیگ فوتبال حرفه ای نیجریه بازی می‌کند. نام آنها به زبان ایگبو به معنی فیل مردم است و همچنین لقبی است که برای شهر ابا استفاده می‌شود. این باشگاه در سال ۱۹۷۶ تأسیس شد و در دهه ۲۰۰۰ به شهرت رسید و از سال ۲۰۰۱ تاکنون موفق به کسب دو عنوان قهرمانی لیگ قهرمانان آفریقا، هشت قهرمانی نیجریه و چهار جام فدراسیون، موفق‌ترین باشگاه فوتبال نیجریه محسوب می‌شود.

## تاریخچه
این باشگاه به عنوان یک باشگاه دولتی در نوامبر ۱۹۷۶ توسط جری آمادی انیازو تاسیس شد که اولین مدیر ورزش در ایالت ایمو تازه تأسیس، استانی در جنوب شرقی نیجریه بود. در اوت ۱۹۹۱ دولت ایمو بیشتر تقسیم شد و دولت ابیا از بخشی از ایمو که شامل شهر ابا، زادگاه آنیمبا بود، ایجاد شد. بنابراین دولت ایالت جدید به عنوان مالک انیمیمبا کار خود را آغاز کرد. در دهه‌های ۱۹۷۰ و ۱۹۸۰ انیمبا تلاش کرد تا تأثیر قابل توجهی داشته باشد زیرا نیروگاه های سنتی مانند Enugu Rangers  Shooting Shooting ، Bendel Insurance و رقبای محلی Iwuanyanwu Nationale بر فوتبال نیجریه تسلط داشتند. شهرت Enyimba در سال ۱۹۹۰ و با افتتاح لیگ حرفه ای آغاز شد. در اولین فصل حضور در لیگ برتر، انیمیمبا از میان ۱۶ باشگاه در رده سیزدهم قرار گرفت و از ۳۰ بازی فقط پنج برد با اختلاف گل ۲۵-۲۶ پیروز شد. در فصل بعد آنها در هشت بازی پیروز شدند اما همچنان با ۳۶ امتیاز در رده پانزدهم قرار گرفتند که فقط یک امتیاز کمتر از سقوط به فروشگاه های لوازم التحریر فاصله داشت و برای فصل ۱۹۹۲ به سطح دوم سقوط کرد. سپس انیمیمبا قبل از پیروزی در سال ۱۹۹۳ در دو فصل بعدی در سطح دوم ماند و با ۲۹ برد از ۴۶ بازی در رده اول قرار گرفت و با اختلاف گل ۶۴–۲۵، با بیشترین گل زده و کمترین گل خورده، ۹۶ امتیاز را به دست آورد. لیگ ۲۴ تیمی.
با بازگشت به سطح بالا، نتایج خوب آنها همچنان ادامه داشت و آنها فصل ۱۹۹۴ را پس از BCC Lions و Shooting Stars سوم کردند و در یک امتیاز در CAF Cup 1995 با تفاضل گل از دست رفتند. پس از یک فصل متوسط ۱۹۹۵، آنها مقام چهارم را در سال ۱۹۹۶ به دست آوردند، قبل از اینکه یک سری نتایج ناسازگار باعث شود آنها با اختلاف گل در ۱۹۹۷ و سقوط هفتم در سال ۱۹۹۸ به سختی فرار کنند.